# 사랑의 슬픔 애수
《사랑의 슬픔 애수》(영어: The End of the Affair)는 영국과 미국에서 제작된 1999년 로맨틱 드라마 영화로, 닐 조던이 연출, 각본, 제작을 맡고, 레이프 파인스 등이 출연하였다. 그레이엄 그린이 1951년에 출간한 동명 소설이 원작이다.

## 출연진
- 레이프 파인스
- 스티븐 레이
- 줄리앤 무어
- 이언 하트
- 제이슨 아이작스
- 데버라 핀들리

## 기타 제작진
- 공동 제작: 캐시 사이크스
- 배역: 수지 피기스
- 미술: 앤서니 프랫
- 의상: 샌디 파월